# Siedlce Wschodnie
Siedlce Wschodnie – przystanek kolejowy w Siedlcach w Południowej Dzielnicy Przemysłowej, w województwie mazowieckim, w Polsce. Znajduje się na ul. Targowej, jeden z trzech przystanków w Siedlcach. Do 2008 r. stacja nazywała się Siedlce Baza.

## Ruch pasażerski
| Rok  | Wymiana roczna | Wymiana pasażerska na dobę | Miejsce w Polsce |
| ---- | -------------- | -------------------------- | ---------------- |
| 2017 | 1 058 500      | 2900                       |                  |
| 2018 | 1 100 000      | 3000                       |                  |
| 2019 | 1 530 000      | 4200                       | 62               |
| 2020 | 590 000        | 1600                       | 98               |
| 2021 | 1 570 000      | 4300                       | 48               |
| 2022 | 1 825 000      | 5 000                      | 74               |
| 2023 | 657 000        | 1 800                      | 223              |

## Połączenia bezpośrednie
- Łuków
- Siedlce
- Warszawa Zachodnia (3 kursy)